# Epiplema pulveralis
Epiplema pulveralis är en fjärilsart som beskrevs av Antonius Johannes Theodorus Janse 1932. Epiplema pulveralis ingår i släktet Epiplema och familjen Uraniidae. Inga underarter finns listade i Catalogue of Life.